# Platypthima antapa
Platypthima antapa är en fjärilsart som beskrevs av Michael J. Parsons. Platypthima antapa ingår i släktet Platypthima och familjen praktfjärilar. Inga underarter finns listade i Catalogue of Life.